# Masayo Nojirino
Masayo Nojirino (jap. 野尻野匡世, Nojirino Masayo; * 6. Januar 1990) ist eine japanische Badmintonspielerin. 

## Karriere
Masayo Nojirino gewann 2008 bei den japanischen Badminton-Erwachsenenmeisterschaften die Dameneinzelkonkurrenz. Bei den Australia Open 2008 belegte sie Rang drei im Einzel. Zwei Jahre später wurde sie Zweite bei den Malaysia International 2010.